# John Cordy Jeaffreson
John Cordy Jeaffreson, född 1831, död 1901, var en engelsk skriftställare.
Jeaffreson blev 1859 advokat i London. Han författade från 1854 en mängd romaner och kulturhistoriska verk, bland vilka kan nämnas Olive Blake's good work (1862), Sir Everard's daughter (1863), Not dead yet (1864), de tre monografierna A book about doctors (1860), A book about lawyers (1866) och A book about the clergy (1870), vidare The real lord Byron (1883), The real Shelley (1885), Lady Hamilton och lord Nelson (ny upplaga 1897) och Recollections (1894).